# Четириъгълник на крепостите
Четириъгълник на крепостите са османски военни крепости в Североизточна България, които играят важна роля в Руско-турските войни през XVIII и XIX век.
Четириъгълникът на крепостите е общоприето обозначение на крепостни лагери в Североизточна България. Изградени от Османската империя в края на XVII век и усилвани през следващите години. Охраняват и отбраняват най-преките пътища от север към Одрин и Цариград. Използвани са през Руско-турските войни от XVIII и XIX век.
По време на Руско-турската война (1877 – 1878) се състоят от:
- крепостен лагер в Шумен, пригоден за 60 000 войници,
- крепостен лагер в Русе, пригоден за 20 000 войници,
- крепостен лагер в Силистра, пригоден за 25 000 войници,
- крепостен лагер във Варна, пригоден за 100 000 войници.

На север Четириъгълникът на крепостите е усилен от старите укрепления при Тутракан; на запад – от подновения временен лагер при Разград.
Към края на юни 1877 г. Четириъгълникът на крепостите е основата на Източния османски фронт. Разположени са 75 000 войници, от които 30 000 войници годни за бойни действия. В хода на войната са усилени значително.